# Долбина точная
Dolbina exacta, долбина точная, ночная бабочка из семейства бражников (Sphingidae). 

## Описание
Размах крыльев 55-58 мм, так что этот вид явно мельче бабочек бражника Танкре. Крылья и брюшко снизу коричневато-серые. Иногда есть следы очень маленького базального тёмного пятна на нижней стороне брюшка, хотя часто снизу брюшка вовсе нет никаких тёмных пятен, которые часто хорошо развиты у бражника Танкре, хотя редко они могут отсутствовать. Основное различие двух видов — наличие крупного серповидного шипа на вершине эдеагуса у бражника Танкре, а у долбины точной вместо большого серповидного шипа присутствует только маленький короткий шипик. Поэтому определять российскую пару видов рода Dolbina следует только по гениталиям; остальные признаки достоверного определения не дадут. Именно поэтому во многих коллекциях виды этой пары определены неверно.

## Распространение
Обитает на юге Приморского края России (достоверных находок севернее Уссурийска нет; бабочки обычны в Хасанском районе, собраны также на острове Аскольд), в Японии, Корее и Китае, на юг до провинций Сычуань, Хубэй and Чжэцзян. На территории Хабаровского края и на острове Кунашир вид не собирался, и все указания основаны на неверном определении близкого бражника Танкре.

## Места обитания
Типичные места обитания — открытые парковые леса и лесные опушки.

## Биология
Бабочки летают в июле—августе.
Гусеницы живут на Fraxinus в Китае, Fraxinus (включая Fraxinus mandshurica) и Syringa amurensis в Приморском крае России, Fraxinus lanuginosa в Японии и Ligustrum obtusifolium, Syringa reticulata и Fraxinus rhynchophylla в Корее.